# Picco BAM
Il Picco BAM (in russo Пик БАМ?) è il punto più alto (3 072 m) della catena dei monti Kodar sull'altopiano Stanovoj nel territorio della Transbajkalia. Il picco ha preso il nome dai primi rilevatori del percorso della linea ferroviaria Bajkal-Amur (BAM).
Il picco si trova 1 km a est della cresta principale, nel corso superiore del fiume Bjurokan. Il territorio è quello del Kalarskij rajon. La prima ascensione al picco è stata nel 1963 da parte di un gruppo di alpinisti di Čita, tra cui  Aleksandr I. Kuz'minych. La via di arrampicata ha un grado di difficoltà B2-A3.